# Liolaemus occipitalis
Liolaemus occipitalis este o specie de șopârle din genul Liolaemus, familia Tropiduridae, descrisă de Boulenger 1885. A fost clasificată de IUCN ca specie vulnerabilă. Conform Catalogue of Life specia Liolaemus occipitalis nu are subspecii cunoscute.